# Оливер! (фильм)
«О́ливер!» (англ. Oliver!) — музыкальный художественный фильм, снятый в 1968 году режиссёром Кэролом Ридом, производство Великобритании. Экранизация одноимённого мюзикла Лайонела Барта по мотивам романа Чарльза Диккенса «Приключения Оливера Твиста».
Фильм рассказывает о приключениях мальчика Оливера, беспризорника, который в конце концов находит своих родных. Фильм завоевал 5 премий «Оскар» в основных номинациях, в том числе в категории Лучший фильм, и один так называемый Почётный Оскар. Рон Муди за исполнение роли Фейгина получил приз VI Московского кинофестиваля.
Главные роли в ленте исполнили Марк Лестер, Джек Уайлд, Рон Муди, Оливер Рид. Премьера в Великобритании (в Лондоне) состоялась 26 сентября 1968 года. Фильм можно смотреть детям любого возраста.

## Сюжет
Оливер — подкидыш, он ведёт безрадостное существование в работном доме. За проступок (он попросил во время обеда добавки) его наказывают и продают гробовщикам мистера Сауерберри. Здесь над мальчиком издеваются и, в конце концов, после драки, запирают в подвале. Пока решают его судьбу, Оливер убегает и добирается до Лондона. Здесь он знакомится с подростком-ловкачом Доджером (он же мистер Даукинс), который принадлежит к детской воровской шайке. Этой шайкой управляет собиратель краденного Фейгин. Шайка организует кражу у богатого мистера Браунлоу, Оливера ловят на месте преступления, но суд выявляет его невиновность.
Мистер Браунлоу берёт мальчика к себе, об Оливере теперь заботится его экономка. Мальчика похищают Нэнси и её приятель, опытный вор Билл Сайкс, и принуждают участвовать в ограблении дома. Ограбление не удаётся; Нэнси, пожалев Оливера, решает вернуть его мистеру Браунлоу, с которым договаривается о встрече в полночь на Лондонском мосту. Однако Билл, выследив Нэнси и Оливера, идёт за ними до самого моста, убивает Нэнси и приводит Оливера в логово Фейгина. Сбежавшиеся на шум борьбы у Лондонского моста люди опознают собаку Билла, которая приводит их к Фейгину. Билл Сайкс пытается скрыться, взяв Оливера в заложники, но его убивает кто-то из толпы выстрелом из пистолета. Дети-воришки разбегаются кто куда. Впоследствии Доджер опять встречается с Фейгином и уходит с ним. Оливер возвращается к мистеру Браунлоу, который узнаёт, что мальчик — его внук.

## В ролях
- Марк Лестер — Оливер Твист
- Джек Уайлд — Доджер (Мистер Докинс, Плут)
- Рон Муди — Фейгин
- Оливер Рид — Билл Сайкс
- Гарри Сэкомб — Мистер Бамбл
- Шани Уоллис — Нэнси
- Джозеф О’Конор[англ.] — Мистер Браунлоу
- Хью Гриффит — судья
- Кеннет Крэнем — Ноа Клейпул

## Съёмочная группа
- Режиссёр — Кэрол Рид
- Оператор — Освальд Моррис
- Художники — Джон Бокс, Теренс Марш, Вернон Диксон и Кен Магглстон
- Монтаж — Ральф Кемплен
- Продюсер — Джон Вулф

Производство Romulus Films, Warwick Film Productions, Великобритания

## Награды и номинации
Премия «Оскар» (1968)
- Лучший фильм
- Лучший режиссёр (Кэрол Рид)
- Лучший художник (Джон Бокс, Теренс Марш, Вернон Диксон и Кен Магглстон)
- Лучший звук
- Лучший композитор (мюзикл)
- Специальная премия за хореографию (Онна Уайт)

Номинации на «Оскара» (1968)
- Лучший актёр (Рон Муди)
- Лучший актёр второго плана (Джек Уайлд)
- Лучшая адаптация (Вернон Харрис)
- Лучший оператор (Освальд Моррис)
- Лучший художник по костюмам (Филлис Далтон)
- Лучший монтаж (Ральф Кемплен)